# Kick van der Veer
Kick van der Veer  (Laren, 1955) is een Nederlandse schrijver, presentator en cabaretkenner. Hij is bekend van het radioprogramma Andermans Veren.
Van der Veer won in 1981 samen met pianist Peter Koekkoek het Leids Cabaret Festival. In dat jaar bereikten ze als het duo Kick’nIck ook de finale bij het cabaretfestival Cameretten. Van der Veer besloot zich echter toe te leggen op het schrijven en vertellen óver cabaret.
In 1989 publiceerde hij samen met Jacques Klöters zijn eerste boek Ik zou je het liefste in een doosje willen doen: Nederlandse chansons en cabaretliederen 1958-1988. Er zouden nog meer dan twintig boeken volgen, vaak met bloemlezingen van Nederlandse lied- en conferenceteksten.

## Andermans Veren
In 1992 bedacht Van der Veer samen met Erik van Muiswinkel het radioprogramma Andermans Veren. Het programma werd gepresenteerd door Erik van Muiswinkel, Martine Bijl en tot op de dag van vandaag ook door Van der Veer. Hij deed vanaf het begin ook altijd de samenstelling van het programma, waarbij hij kan putten uit een groot persoonlijk archief. In 1994 werd het programma onderscheiden met de Zilveren Reissmicrofoon.
Samen met Jacques Klöters maakte hij ook een aantal seizoenen een televisieversie van het programma.